# Кингстаун
Кингстаун (енгл. Kingstown) је главни град острвске државе Свети Винсент и Гренадини. Према попису из 2012. има 12.909 становника. Средиште је острвске пољопривреде и туризма.

## Географија
Град је окружен стрмим брдима. Средње образовање пружа средња школа Томас Саундерс у Ричмонд Хилу.

## Историја
Модерну престоницу, Кингстаун, основали су француски досељеници убрзо после 1722. године, иако је Сент Винсент имао 196 година британске владавине пре независности.
Ботаничка башта, осмишљена 1765. године, једна је од најстаријих на западној хемисфери. Вилијам Блај, који је постао познат из Побуне на Баунту, донео је овде семе хлебног дрвета ради садње, око 1793.

## Становништво
| Година       |
| Становништво |
| ------------ |

## Привреда

### Саобраћај
Град опслужује међународни аеродром Аргајл, који има комерцијалне путничке услуге до Сједињених Држава, Канаде и, ускоро, до Уједињеног Краљевства.

## Знаменитости
- Ботаничка башта Ст. Винсент: Ботаничка башта се налази на северној периферији Кингстауна. Кингстаун се може видети са Форт Шарлоте на северној страни града.[8][9] Тврђава се налази на 190 m (620 ft) надморске висине.[10]
- Саборна црква Светог Ђорђа
- Сидриште за крстареће бродове